# Patrick Baroux
Pour les articles homonymes, voir Baroux.
Patrick Baroux, né le 14 janvier 1945 à Orléans et décédé le 9 mars 1974 à Paris, est un karatéka français surtout connu pour avoir remporté l'épreuve d'ippon masculin aux premiers championnats d'Europe de karaté.

## Biographie
Né le 14 janvier 1945, il débute la boxe anglaise à l'âge de 15 ans. Il découvre le karaté lors d'une rencontre en 1962 avec Murakami. Il entre alors au dojo d'Henry Plée, sur la Montagne Sainte-Geneviève, où il suit les cours d'Oshima. En 1965, il se classe second aux championnats de France, avant de remporter les championnats d'Europe de karaté 1966 en battant en finale Guy Sauvin, puis ceux de 1967. 
En 1966, accompagné de Jean-Robert Baroux et Philippe Ficheux, deux de ses élèves, ainsi que de Jean-Pierre Lavorato, Dominique Valéra, Alain Sétrouk et Yoshinao Nanbu, il se rend au Japon pendant trois mois pour étudier le karaté à sa source.
En 1970, il est capitaine de l'équipe de France lors des premiers championnats du monde de karaté qui ont lieu à Tokyo. La France se classe troisième malgré des conditions qui favorisent nettement le Japon et les États-Unis, seules nations autorisées à présenter quatre équipes contre une seule pour les autres (les arbitres étant par ailleurs tous japonais mis à part un américain). De retour en France, Patrick Baroux s'éloigne quelque temps de la compétition avant de revenir en 1973 en remportant les championnats de France, dans la catégorie des moins de 75 kg, devant Christian Alifax. Patrick Baroux est décédé en mars 1974.

## Résultats[1]
| Résultat           | Date | Épreuve        | Catégorie | Compétition                | Ville hôte              |
| ------------------ | ---- | -------------- | --------- | -------------------------- | ----------------------- |
| Médaille d'or      | 1966 | Ippon masculin | Seniors   | Championnats d'Europe 1966 | Paris, en France        |
| Médaille d'or      | 1967 | Ippon masculin | Seniors   | Championnats d'Europe 1967 | Londres, au Royaume-Uni |
| Médaille de bronze | 1970 | Ippon masculin | Seniors   | Championnats d'Europe 1970 | Hambourg, en Allemagne  |

1964
- Vainqueur France. Belgique
- 3e au championnat de France
- 2e au championnat de France par Équipes

Ceinture noire 1er Dan juillet 64
1965
- 2e coupe de France
- 1er championnat Ile-de-France et finaliste par équipe
- 3e au championnat de France
- 1er par équipes

1966
- 2e à la coupe de France « derrière Nambu »
- 1er par équipes
- 2e au championnat de France Technique
- Vainqueur France – Italie
- Vainqueur France – Écosse
- Vainqueur France – Angleterre
- 1er au championnat d’Ile-de-France par équipes
- ½ finaliste au championnat de France
- 1er au championnat de France
- 1er au championnat de France par équipes
- Champion d’Europe Individuel
- Champion d’Europe par équipes
- Vainqueur de la coupe Internationale par équipes
- ½ finaliste de la coupe Internationale Individuel
- ½ finaliste de la coupe de France par équipe

1967
- Sélectionné France – Angleterre
- Sélectionné France – Écosse
- 1er au championnat Ile-de-France par équipes
- 3e au championnat de France Individuel
- Finaliste au championnat de France par équipes
- Finaliste au championnat d’Europe par équipes
- Champion d’Europe Individuel

1968
- Vainqueur France –Angleterre
- Vainqueur au tournoi France – Suisse Italie
- 3e au championnat de France Individuel
- Champion d’Europe par équipes
- Ceinture Noire 2e Dan mai 68
- Vainqueur France – Yougoslavie

1969
- Rien

1970
- Finaliste au championnat d’Europe par équipes « Hambourg »
- ½ Finaliste au championnat du Monde par équipes

1971
- Vainqueur France – Angleterre

1972
- ½ Finaliste Championnat Ile-de-France « Moyen »
- ½ Finaliste Championnat de France « Moyen »

1973
- ½ Finaliste championnat Ile-de-France Individuel
- Champion de France Individuel « Moyen »